# Most Beautiful Island
Most Beautiful Island è un film del 2017 scritto, diretto e interpretato da Ana Asensio. Il titolo ironizza all'isola newyorchese di Manhattan e il soggetto riporta diversi spunti autobiografici.

## Trama
Luciana, immigrata illegale dalla Spagna, vive in semi povertà a New York. Le telefonate alla sua famiglia lasciano intendere un passato scomodo nella sua nativa Barcellona dove non vuole tornare, nonostante le rassicurazioni di sua madre. Senza documenti, Luciana è costretta a svolgere lavori umili e sottopagati, come babysitter e portare cartelli pubblicitari per un fast food. Attraverso quest'ultimo incontra Olga, un'emigrata russa che sembra vivere uno stile di vita più agiato nonostante sia anch'ella illegale. Attraversando delle difficoltà, Luciana accetta da lei una proposta allettante quale hostess in un party pur restando all'oscuro sulla natura del lavoro.
Procuratasi un vestito elegante con uno stratagemma, Luciana scoprirà che l'intera vicenda ha un risvolto inquietante, incontrando strani figuri che la condurranno in un piano interrato, dove vi sono altre donne in attesa, mentre si odono degli applausi e talvolta delle urla. Luciana comprende che Olga è stata usata per attirare altre ragazze. Spaventata tenta la fuga ma viene fermata da uno degli sgherri dall'est Europa. 
Viene il turno delle due, che vengono portate in una sala con dei convitati altolocati d'ambo i sessi e dove si tengono scommesse su degli spettacoli estremi. Luciana dovrà giacere nuda in una sorta di bara di plexiglas, facendosi camminare sul corpo un pericolosissimo ragno violino per un lasso di tempo, riuscendo a sopravvivervi. Olga dovrà fare altrettanto con un ragno errante brasiliano, noto per il morso letale, ma viene sopraffatta dal panico. Luciana ricorre a una scappatoia alle regole e la salva, ricevendo entrambe ingenti somme di denaro.
Il capo dell'organizzazione loda la sua astuzia offrendole l'opportunità di diventare una reclutatrice. Intascato il  compenso, il tempo di voltarsi per guardare le rimanenti ragazze, Luciana abbandona il posto probabilmente per sempre.

## Distribuzione
Negli Stati Uniti, Most Beautiful Island è stato distribuito a partire dal 20 giugno 2017 da Orion Pictures e Samuel Goldwyn Films; l'anteprima del film è avvenuta il 12 marzo dello stesso anno, in occasione del festival cinematografico South by Southwest. In Italia la pellicola è stata distribuita da EXIT Media, a partire dal 16 agosto 2018.

## Accoglienza
Il film ha ricevuto recensioni perlopiù positive: su Rotten Tomatoes ha ottenuto il 93% degli apprezzamenti e un punteggio di 7,01 su 10, su una base di 44 recensioni. Su Mediacritic, il film ottiene un punteggio di 73 su 100.